# Praia da Barra (Gafanha da Nazaré)

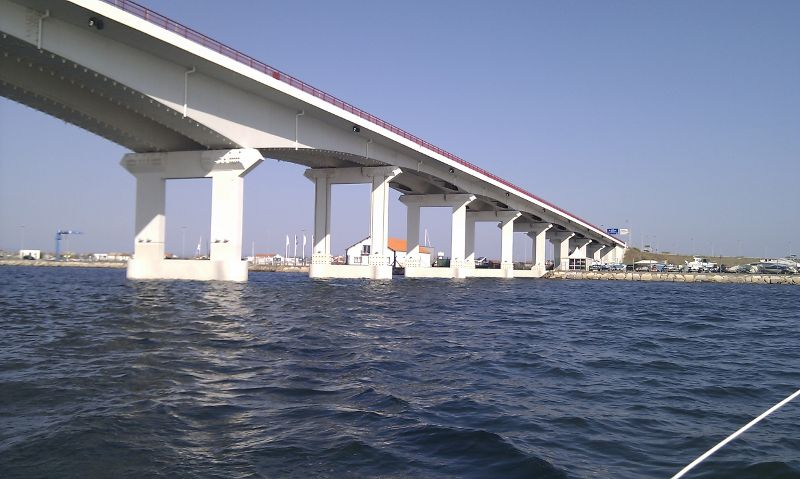
Ponte da Barra

A praia da Barra situa-se na costa ocidental de Portugal, no distrito de Aveiro, e onde a ria de Aveiro se liga ao mar. Administrativamente fica no município de Ílhavo, na freguesia da Gafanha da Nazaré. A sul confronta com a praia da Costa Nova do Prado. A norte fica a praia de São Jacinto.
Do património construído existente, destaca-se o Farol da Barra, a Ponte da Barra e o paredão. Este paredão delimita a sul a entrada da barra do Porto de Aveiro, e tem cerca de 500 m de comprimento mar adentro. Este paredão separa o areal existente, ficando a norte a praia da meia laranja, e a sul, a praia da barra propriamente dita. Esta praia e uma praia vigiada. A igreja existente é dedicada à Sagrada Família, situada junto ao Parque de Campismo de Barra.
Fica na zona turística Rota da Luz/Região Centro.